# آنو لیوسیا
شهر آنو لیوسیا در استان آتیک در کشور یونان واقع شده است که دارای جمعیت ۲۹٬۶۶۱  نفر می‌باشد.